# اکبرپور خورد
اکبرپور خورد (به انگلیسی: Akbarpur Khurd) یک منطقهٔ مسکونی در هند است که در پنجاب (هند) واقع شده‌است.